# 菲律宾证券交易委员会
证券交易委员会（簡稱SEC ) 是菲律賓政府负责监管菲律宾证券业的机构，也是菲律賓財政部的下屬機構。除了监管外，菲律宾证券交易委员会還負責该国的公司登记業務。